# Super-Heróis da Ciência
"Super-Heróis da Ciência: 52 cientistas e suas pesquisas transformadoras" é um livro de divulgação centífica voltado ao público jovem que conta as trajetórias de cientistas brasileiros. O livro, de autoria das pós-doutorandas Ana Bonassa e Laura Marise e do farmacêutico-bioquímico Renan Araújo, traça perfis de nomes como Carlos Chagas, Nise da Silveira, Oswaldo Cruz, Sidarta Ribeiro, Miguel Nicolelis, Carmen Portinho, Mayana Zatz e Artur Ávila.